# Праздники Камеруна
Список праздников Камеруна:
| Дата       | Русское название               |
| ---------- | ------------------------------ |
| 1 января   | Новый год                      |
| 11 февраля | День молодежи                  |
| 1 мая      | День рабочих                   |
| 20 мая     | Национальный праздник Камеруна |
| 25 декабря | Рождество                      |

## Переходящие праздники
Следующие праздники также являются официальными, однако дата каждого варьируется в зависимости от сдвига календаря, и, таким образом, у них нет конкретной даты. Они приведены в списке ниже:
| Русское название    | Описание                        |
| ------------------- | ------------------------------- |
| Курбан-байрам       | Праздник жертвоприношения       |
| Великая пятница     | последняя Пятница перед Пасхой  |
| Вознесение Господне | Через 39 дней после Пасхи       |
| Ураза-байрам        | Празднование окончания Рамадана |